# Anke Fuchs (Autorin)
Anke Fuchs (* 18. November 1973 in Wuppertal) ist eine deutsche Autorin, Lyrikerin und Slam-Poetin.

## Leben
Ihre Texte sind in zahlreichen Literaturmagazinen und Anthologien veröffentlicht worden. Seit den Aachener Literaturtagen 2003 trägt sie ihre Gedichte und Prosa verstärkt öffentlich vor, seit 2006 nimmt sie häufig an Poetry Slams teil. Bei den nordrhein-westfälischen Meisterschaften (NRW-Slam) im Poetry Slam erreichte sie 2008 in Münster, 2009 in Siegen sowie 2010 in Bielefeld das Finale. Ihr größter Erfolg war dabei der zweite Platz im Jahr 2009 (hinter Torsten Sträter). Zwischen 2006 und 2012 qualifizierte sie sich stets für die deutschsprachigen Slam-Meisterschaften, 2008 und 2010 konnte sie dabei ins Halbfinale einziehen. 2011 erschien die CD rasendlangsam mit einiger ihrer Bühnentexte im Lektora-Verlag. 2012 gewann sie den ZDF Poetry Slam. Im September 2012 war ihr Text Was es ist das "Gedicht des Monats" im Haus der deutschen Sprache.
In Nordrhein-Westfalen organisiert und moderiert Fuchs diverse Literaturveranstaltungen, darunter etwa ihre Lesebühne Ein Abend namens Gudrun (mit Michael Heide, Christian Gottschalk, Sami Omar und Cris Revon) und der Poetry Slam Reim in Flammen im Kölner Club Bahnhof Ehrenfeld.
Anke Fuchs lebt und arbeitet in Bonn.

## Veröffentlichungen (Auswahl)
- Anke Fuchs: rasendlangsam (CD). Lektora-Verlag, 2011, ISBN 978-3-938470-62-6.
- Anke Fuchs: Heimat. Literaturautomat, 2013.

Beiträge
- Mischa-Sarim Vérollet, Sebastian 23 (Hrsg.): Poetry Slam - das Buch. Carlsen, 2010, ISBN 978-3-551-68237-6.
- Zettelwirtschaft 13 - Leitmotiv Schwanger. TatWort, Münster 2011.
- Poetry Tapes - Der Slam Sampler (CD). Feez (Sony Music), 2011.
- Bis der Affe kommt. Poetry Slam live in Saarbrücken Vol. I (CD). Gollenstein-Verlag, 2012.
- Der König ist tot. Poetry Slam live in Saarbrücken Vol. II. Gollenstein-Verlag, 2013.
- Christian Ritter (Hrsg.): Merkwürdige Dialoge. Unsichtbar, 2015, ISBN 978-3-95791-029-5.
- Karsten Strack (Hrsg.): Schreiben statt Jammern. Lektora-Verlag, 2016, ISBN 978-3-95461-058-7.
- Nora Gomringer, Clara Nielsen (Hrsg.): Lautstärke ist weiblich. Satyr Verlag, 2017, ISBN 978-3-944035-91-8.